# Dromiceiomimus
Dromiceiomimus — рід тероподів орнітомімів пізньої крейди (ранній маастрихт) Альберти, Канада. Типовий вид D. brevitertius деякі автори вважають синонімом Ornithomimus edmontonicus, тоді як інші вважають його окремим і дійсним таксоном. Це був маленький орнітомім, яка важила близько 135 кілограмів.

## Таксономія

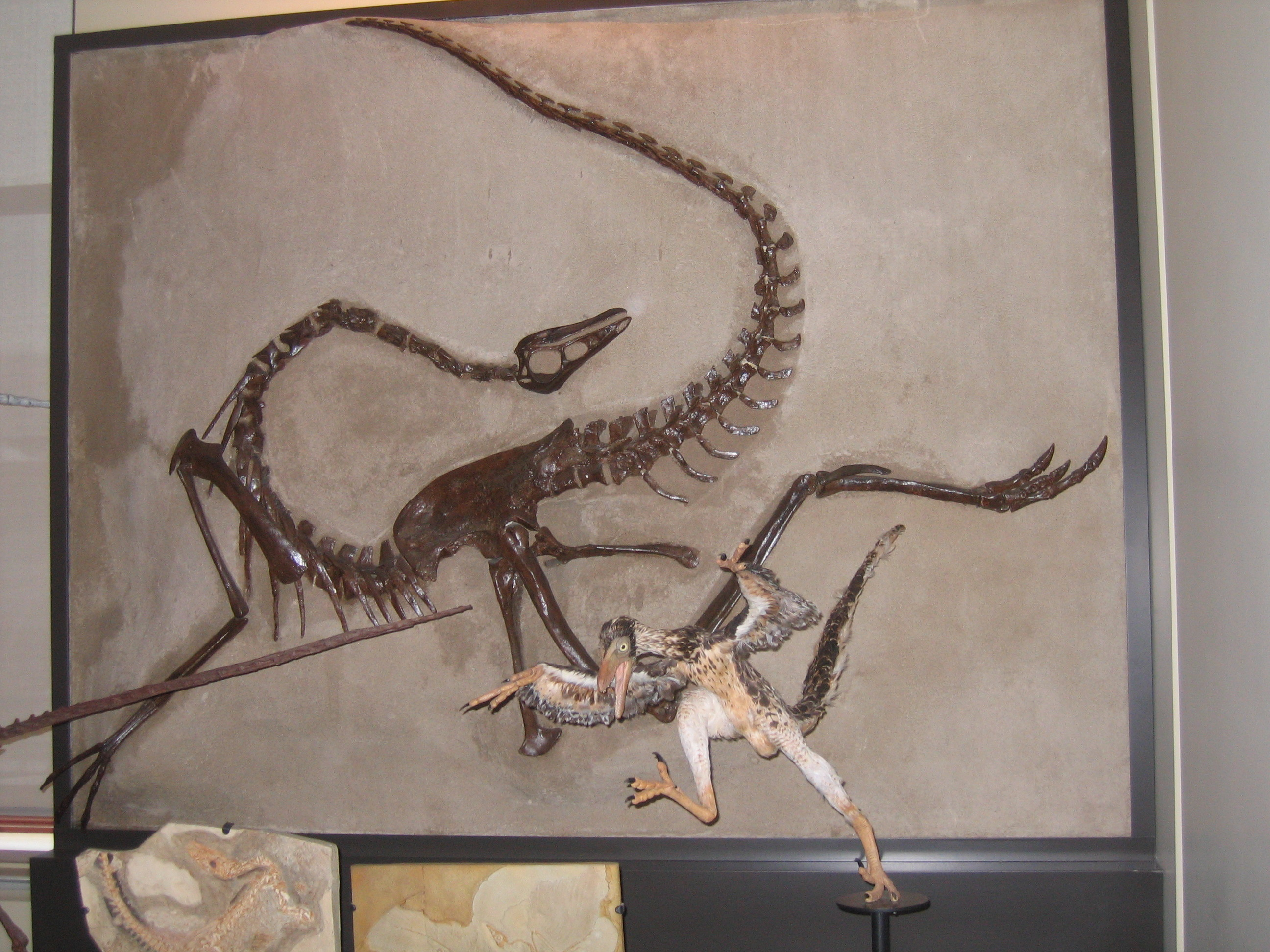
Скелет

Розмір

Типовий вид, D. brevitertius, був спочатку описаний як вид Struthiomimus Вільямом Парксом у 1926 році на основі часткового посткраніуму, ROM 797, з формації Horseshoe Canyon в Альберті, Канада.
У своєму огляді канадських орнітомімів Дейл Рассел зробив S. brevitertius типовим видом нового роду Dromiceiomimus, що означає «мімік ему» від старої родової назви ему Dromiceius. Рассел також синонімізував Struthiomimus ingens з Dromiceimimus brevitertius. Він перейменував Ornithomimus samueli в другий вид Dromiceiomimus: Dromiceiomimus samueli. Dromiceiomimus був виділений з Ornithomimus edmontonicus за такими ознаками: плечова кістка коротша за лопатку; ліктьова кістка ~70 % довжини стегна; преацетабулярний відросток, великогомілкова кістка, плюсна та III палець стопи довші порівняно зі стегновою кісткою.
Однак у публікації 1981 року Ніколлс і Рассел поставили під сумнів достовірність Dromiceiomimus і, попри те, що вони відрізняли його від Ornithomimus, стверджували, що пропорції кінцівок можуть бути недостатніми, щоб відрізнити таксони орнітомімів один від одного. У другому виданні Dinosauria Makovicky et al. стверджували, що немає статистичних підтверджень для відмінності Dromiceiomimus від Ornithomimus, і синонімізував його з Ornithomimus edmontonicus (Sternberg 1933).
Проте кілька авторів продовжували розглядати Dromiceiomimus як дійсний, а Лонгріч (2008, 2014) розглядав ROM 840 (голотип Struthiomimus samueli) як окремий вид орнітоміма, пов'язаного з Ornithomimus.
У 2018 році Ян Макдональд і Філіп Джон Каррі відкинули висновки Маковіцкі та його колег. Вони показали, що співвідношення стегнова/гомілкова кістка зразка UALVP 16182, знайденого в 1967 році Річардом Фоксом і віднесеного до Dromiceiomimus, значно відрізнялося від Ornithomimus edmontonicus. Вони також зазначили, що якби обидва види все ж вважати синонімами, видова назва brevitertius мала б пріоритет.